# Dolędzin
Dolędzin (deutsch Dollendzin) ist ein Ortsteil in der Landgemeinde Rudnick im Powiat Raciborski der  Woiwodschaft Schlesien in Polen. Dollendzin gehört zum Sołectwo Mosurau. Dollendzin war seit 1747 Eigentum der Familie von Wrochem. 1870, nachdem Ludwig von Wrochem gestorben war, wurde das Dorf Eigentum von Karl von Gelhorn. Nach diesem Ereignis wurden die beiden Familiennamen zusammengeschlossen, als Wrochem-Gelhorn. Karl von Gelhorn ist 1945 verstorben.

## Persönlichkeiten
- Adam Johann Gottlob von Wrochem (1765–1840), preußischer Leutnant und Landrat